# Локомотив (стадіон, Здолбунів)
«Локомотив» — футбольний стадіон, розташований у Здолбунові. Стадіон належить до так званого «британського типу», тобто без бігової доріжки, коли трибуна безпосередньо розміщена поряд з ігровим полем.